# Croce Rossa della Guinea-Bissau

il simbolo della Croce Rossa

La Croce Rossa della Guinea-Bissau è la società nazionale di Croce Rossa della Repubblica di Guinea-Bissau (República da Guiné-Bissau, in portoghese), stato dell'Africa occidentale.

## Denominazione ufficiale
- Cruz Vermelha da Guiné-Bissau, in lingua portoghese, idioma ufficiale della Repubblica di Guinea-Bissau;
- Red Cross Society of Guinea-Bissau, in lingua inglese, denominazione utilizzata presso la Federazione;
- Croix-Rouge de la Guinée-Bissau, in lingua francese, utilizzata per la corrispondenza estera dell'Associazione[1].

## Storia
È stata fondata nel 1977 e riconosciuta dal Movimento internazionale nel 1986. Nel 2000 è stato rivisto lo statuto dall'Assemblea Generale, che ha inoltre eletto il Consiglio Nazionale ed il Consiglio amministrativo.

## Suddivisioni
L'Associazione è suddivisa in 11 sezioni regionali che coprono l'intero territorio nazionale.

## Organizzazione
Gli organi direttivi della Croce Rossa di Guinea-Bissau sono, dal gennaio 2000, l'Assemblea Generale, il Consiglio Nazionale composto di 25 membri ed il Consiglio Amministrativo composto da 9 membri. Ausiliari e consulenti a questi nella direzione dell'Associazione sono la Commissione Finanziaria e la Commissione per lo Sviluppo delle Risorse Umane.

## Risorse umane
La società impiega 11 dipendenti ed è composta da 675 membri (nel 2001) di cui 429 volontari attivi.

## Attività

### Comunità
I volontari della Croce Rossa di Guinea-Bissau hanno ripulito i mercati e gli spazi cittadini di tutto il territorio per prevenire la diffusione di epidemie. Nella capitale Bissau sono state costruite 43 latrine pubbliche.

### Sanità
La società svolge campagne di vaccinazioni e corsi di formazione al primo soccorso.

### Protezione civile e prevenzione dei disastri
La Croce Rossa offre assistenza alle vittime di disastri naturali. La RCGB ha svolto un'analisi per l'identificazione dei rischi di disastri naturali, epidemie, deterioramento dell'ambiente e conseguenti emigrazioni nella Regione di Biombo al fine di stabilire un piano di intervento.

### Gioventù
I membri giovani dell'Associazione sono coinvolti in programmi di educazione alla salute, in particolare sulla prevenzione di AIDS/HIV, malaria e miglioramento delle condizioni igieniche. La Croce Rossa della Guinea-Bissau è uno dei membri del Rome Consensus per la lotta alla tossicodipendenza.